# その先にあるもの (小田和正の曲)
「その先にあるもの」（そのさきにあるもの）は、小田和正の楽曲。2024年7月7日にソニー・ミュージックレーベルズ（Little Tokyo / Ariola Japanレーベル）より配信限定リリースされた。

## 解説
TBS系日曜劇場『ブラックペアン シーズン2』主題歌。
小田が日曜劇場に提供した楽曲は2010年の『グッバイ』（『獣医ドリトル』主題歌）、2018年の『この道を』（『ブラックペアン』）以来約6年ぶりだが、小田がブラックペアンシリーズの主題歌を手掛けるのは『この道を』に続いてとなる。また、テレビドラマ主題歌としては前作の『what's your message ?』（フジテレビ木曜劇場『この素晴らしき世界』主題歌）に続いてとなり、配信限定のリリースは2021年の『風を待って』から5作連続となる。
小田は「（番組スタッフから）今風の曲をと言われなかったのでホッとしたが、書き始めると曲の明るさやテンポなど迷うことはたくさんあった。言うべきことはこれと思いついて「生きて行くことは 明日へ向かうこと」と歌った。テーマと少しでも重なってくれれば」とコメントしている。

## 収録曲
| 全作詞・作曲・編曲: 小田和正。 |                                                                       |          |            |      |
| #                              | タイトル                                                              | 作詞     | 作曲・編曲 | 時間 |
| 1.                             | 「その先にあるもの」(TBS系日曜劇場『ブラックペアン シーズン2』主題歌) | 小田和正 | 小田和正   | 3:51 |

## レコーディング・メンバー
- Mansaku Kimura - Drums & Percussion
- Nathan East - Bass
- Yoshiyuki Sahashi - Guiters
- Kinbara Strings Group - Strings
- Tomoyuki Asakawa - Harp
- Takako Matsu - Vocal
- Sho Wada - Vocal
- Hideki Mochizuki - Programming